# Lavareiher
Der Lavareiher (Butorides sundevalli oder – als Unterart des Mangrovereihers Butorides striata sundevalli), auch Galapagosreiher genannt, ist ein Vogel aus der Familie der Reiher. Sein Verbreitungsgebiet ist auf die Galapagosinseln begrenzt. Die systematische Einordnung des Lavareihers ist umstritten. Im Standardwerk „The Herons“ wird er als Unterart des Mangrovereihers eingeordnet. Unbestreitbar bestehen einige morphologische Unterschiede zu der in Südamerika vorkommenden Unterart. Genetische Untersuchungen lassen jedoch keinen hinreichenden Unterschied erkennen, um diesem Reiher einen eigenständigen Artstatus zuzuerkennen.

## Beschreibung
Der Lavareiher ist ein kleiner Reiher, der eine Körperlänge von 35 Zentimetern und eine Flügelspannweite von 63 Zentimetern
erreicht. Das Gewicht liegt bei 193 bis 235 Gramm. Im Durchschnitt liegt das Gewicht bei 214 Gramm. Der Schnabel wird bis zu 6,35 Zentimeter lang und ist grau.
Der Lavareiher gilt als eine dimorphische (Unter-)Art. Die Mehrzahl der auf Galapagos vorkommenden Reiher sind vollkommen dunkel gefärbt mit einem blaugrauen Federschopf, was innerhalb der Mangrovereiher eine sehr ungewöhnliche Gefiederfärbung ist. Andere der auf Galapagos vorkommenden Reiher weisen eine graue Gefiederfärbung auf, wie sie auch für die in Südamerika vorkommenden Unterart des Mangrovereihers charakteristisch ist. Die Längsstreifen bei dieser helleren Morphe sind graubraun. Wenn der Lavareiher sich bedroht oder ängstlich fühlt, dann gibt er schrille Töne wie „keyow“ oder „keuk“ von sich.

## Lebensweise
Der Lavareiher ernährt sich von kleinen Fischen, Krabben, Eidechsen, Insekten und Zehnfußkrebsen. Auch einige kleine Vögel gehören dazu.

## Belege

### Einzelbelege
1. ↑   Kushlan et al., S. 223
2. ↑   Kushlan et al., S. 226
3. ↑   Kushlan et al., S. 224